# Luciano Martín Toscano
Luciano Martín Toscano (Lepe, Huelva, 17 de agosto de 1972), conocido como Luciano Martín, es un exfutbolista y entrenador español. Actualmente es Segundo Entrenador de Selección de fútbol de Armenia.

## Trayectoria como jugador
Empezó jugando en las categorías inferiores del CD San Roque de Lepe desde donde pasó a formar parte de la cantera del Sevilla FC.Con el Sevilla FC Sub-19 gana la Liga Nacional de la temporada 1990/91 e incluso es convocado por España para jugar la Copa Mundial de Fútbol Sub-20 de 1991. Debuta con el Sevilla Atlético en la temporada 1993/94 donde después de 2 temporadas es fichado por el Recreativo de Huelva.
Desde la temporada 1995/96 a la 1998/99, ambas inclusive, milita en el equipo onubense, consiguiendo en la temporada 1997/98 el ascenso a la Segunda División española después de quedar segundo en el Grupo IV de la Segunda B y primero en el Grupo D de la promoción. En la temporada 1999/2000 ficha por el UD Levante que acababa de ascender a la Segunda División. 
Estuvo en el equipo granota una sola temporada y luego fichó por el AD Ceuta donde militó durante una temporada. Tras militar dos temporadas en la Primera Andaluza con el CD San Roque de Lepe, cuelga las botas.

### Clubes
Clubes en los que ha jugado Luciano:
| Club                 | País   | Año       | Partidos (Goles) |
| -------------------- | ------ | --------- | ---------------- |
| Sevilla Atlético     | España | 1993−1995 | 33 (1)           |
| Recreativo de Huelva | España | 1995−1999 | 100 (3)          |
| UD Levante           | España | 1999−2000 | 27 (0)           |
| AD Ceuta             | España | 2000−2001 | 28 (1)           |
| San Roque de Lepe    | España | 2003−2005 |                  |

## Trayectoria como entrenador
Desde la etapa de Joaquín Caparros en el Deportivo de La Coruña hasta la temporada 2018/19 acompañaba al utrera no, con el que coincidió siendo Luci jugador del Recreativo, como segundo entrenador en sus andaduras deportivas.
Empezó a ejercer dicha labor en el club gallego, donde permanecerían dos temporadas (2005-2007). En una época de reconstrucción, Lendoiro y Caparrós consiguen dar forma al conjunto gallego, quedando finalista de la Copa Intertoto de la UEFA 2005. Sin embargo, tras la finalización de su segunda temporada en el club, el técnico decide afrontar nuevos retos y ficha por el Athletic Club.
En el conjunto vasco estuvieron desde la temporada 2007/08 a la 2010/11, ambas inclusive.En ese periplo se logró un subcampeonato de Copa del Rey (2008/09), finalista de la Supercopa de España en la 2009/10 y la clasificación para la UEFA Europa League en las temporadas 2009/10 y en la 2010/11. En julio de 2011 el dúo Caparros-Luciano deciden poner rumbo a tierras suizas para entrenar al Neuchatel Xamax, pero diversos motivos extradeportivos, entrenador y directiva, ponen fin a su relación cuando apenas habían transcurrido dos meses desde su incorporación al club. Caparrós recibe una oferta del R. C. D. Mallorca tras la salida de Michael Laudrup del club bermellón, pero tras una temporada y media en el club baleary bajo una gran crisis institucional, es destituido del cargo.
La temporada 2013/14 son fichados por el UD Levante con el que logran alcanzar el décimo puesto en la Primera División. La siguiente temporada fichan por el Granada CF de la Primera División, pero después de una racha de 14 partidos sin conocer la victoria es destituido del cargo.
En temporada 2016/17, después de la sustitución de Enrique Martín, Caparros alcanza un acuerdo hasta junio de 2018 con el CA Osasuna y vuelve a llamar a Luciano.El objetivo: la permanencia en la primera división, pero es cesado antes de finalizar la temporada debido a los malos resultados. En agosto de 2017 Caparros y Luciano firman un contrato con el Al-Ahli Doha de Catar.
En la temporada 2018/19, con Joaquín Caparros como director deportivo del Sevilla FC, es elegido como entrenador del Sevilla Atlético de la Segunda División B.
En marzo de 2020 se convierte en segundo entrenador de la Selección de Armenia acompañando a Joaquín Caparros.

### Clubes
| Club                            | País    | Año        |
| ------------------------------- | ------- | ---------- |
| Dep. La Coruña (2º Entrenador)  | España  | 2005−2007  |
| Athletic Club (2º Entrenador)   | España  | 2007−2011  |
| Neuchatel Xamax (2º Entrenador) | Suiza   | 2011       |
| RCD Mallorca (2º Entrenador)    | España  | 2011−2013  |
| Levante UD (2º Entrenador)      | España  | 2013−2014  |
| Granada CF (2º Entrenador)      | España  | 2014       |
| CA Osasuna (2º Entrenador)      | España  | 2016−2017  |
| Al-Ahli Doha (2º Entrenador)    | Catar   | 2017       |
| Sevilla F.C. (2º Entrenador)    | España  | 2017-2018  |
| Sevilla Atlético (head coach)   | España  | 2018− 2019 |
| Armenia (2º Entrenador)         | Armenia | 2020 -2022 |